# Alge Crumpler
Pour les articles homonymes, voir Crumpler (homonymie).
(en) Statistiques sur pro-football-reference
Algernon Darius Crumpler (né le 23 décembre 1977) est un joueur professionnel américain de football américain, qui évoluait au poste de tight end et qui a joué dans la National Football League (NFL) pendant dix saisons. 
Il est sélectionné par les Falcons d'Atlanta au deuxième tour de la draft 2001 de la NFL. Il a joué au football universitaire pour les Tar Heels de l'Université de Caroline du Nord. Crumpler travaille aujourd'hui en tant qu'analyste pour ACC Network.
Crumpler a également joué pour les Titans du Tennessee et les Patriots de la Nouvelle-Angleterre. Il a participé à quatre reprises au Pro Bowl.

## Biographie

### Jeunesse
Crumpler fréquente la New Hanover High School à Wilmington en Caroline du Nord et y pratique le football américain et l'athlétisme. Au football, il commence comme tight end, mais aussi linebacker, et en tant que senior, il est élu dans la sélection All-Midwest 4-A Conference. 

### Carrière universitaire
Après avoir obtenu son diplôme de son école secondaire, Crumpler part étudier à l'Université de Caroline du Nord à Chapel Hill. Au cours de ses trois dernières saisons avec les Tar Heels, Crumpler est nommé dans l'équipe-type première All-ACC. Comme étudiant de deuxième année (sophomore), Crumpler réceptionne 24 passes pour un total de 278 yards et quatre touchdowns. Lors de sa troisième saison (junior), Crumpler réalise 20 réceptions pour 191 yards. Sa dernière saison (senior) se conclut avec 23 réceptions pour 287 yards et un touchdown.

### Carrière professionnelle
| Taille                 | Poids            | Bras          | Main              | Sprint   | Sprint   | Sprint   | Shuttle 20 yards | 3 cones drill | Détente         | Détente            | Développé couché | Test Wonderlic |
| Taille                 | Poids            | Bras          | Main              | 40 yards | 10 yards | 20 yards | Shuttle 20 yards | 3 cones drill | verticale       | horizontale        | Développé couché | Test Wonderlic |
| 1,89 m (6 ft 2 1/2 in) | 121 kg (266 lbs) | 86 cm (34 in) | 27 cm (10 1/2 in) | 4,76 s   | 1,68 s   | 2,75 s   | 4,43 s           | 7,38 s        | 86 cm (34,0 in) | 2,84 m (9 ft 4 in) | 22               | -              |

### Falcons d'Atlanta
Crumpler est sélectionné par les Falcons d'Atlanta au deuxième tour (35e au total) de la draft 2001 de la NFL. Il fait ses débuts en NFL contre les Panthers de la Caroline le 23 septembre 2001. Il attrape ses deux premières passes pour un total de 13 yards. Son premier touchdown est marqué contre les Saints de La Nouvelle-Orléans le 21 octobre 2001. Il termine sa saison recrue avec 12 titularisations en 16 matchs, et totalise 25 réceptions pour 330 yards et trois touchdowns. En 2002, Crumpler commence 9 des 16 matchs, et réalise 36 réceptions pour 455 yards et cinq touchdowns.
Crumpler participe à son premier Pro Bowl pour la saison 2003, saison où il est titularisé pour les 16 matchs et attrape 44 passes pour 552 yards, les meilleures statistiques pour un tight end chez les Falcons depuis 1980, en plus de réussir trois touchdowns. Crumpler dispute 14 matchs pour les Falcons en 2004, participant à la finale de la National Football Conference (NFC). Crumpler termine la saison régulière avec 48 réceptions pour 774 yards et six touchdowns et est à nouveau élu au Pro Bowl,. En 2005, Crumpler dispute les 16 matchs comme titulaire, réalisant ses meilleures performances en carrière avec 65 réceptions pour 877 yards, ainsi que cinq touchdowns. Il est également nommé à son troisième Pro Bowl consécutif.
En 2006, Crumpler réalise un autre sommet en carrière avec huit touchdowns ainsi que 56 réceptions pour 780 yards en 16 matchs. Ce sera l’année de son dernier Pro Bowl, le quatrième consécutif. Il dispute 14 matchs, dont 10 comme titulaire en 2007, lors de sa première saison sans le quarterback Michael Vick. Il termine l'année avec 42 réceptions pour 444 yards et cinq touchdowns. En décembre 2007, Crumpler reçoit une amende par la NFL pour avoir porté sur les bandes noires en-dessous de ses yeux les lettres MV et le numéro 7 en soutien à Vick, qui était en prison à ce moment.
Le 15 février 2008, Crumpler est libéré par les Falcons.

### Titans du Tennessee
Le 2 mars 2008, Crumpler signe avec les Titans du Tennessee. Il fait ses débuts avec l'équipe le 7 septembre 2008 contre les Jaguars de Jacksonville. Il commence 15 matchs pour les Titans en 2008, faisant 24 réceptions pour 257 yards. Dans un match éliminatoire contre les Ravens de Baltimore, Crumpler échappe un fumble sur la ligne de 5 yards des Ravens, après une réception de Kerry Collins, ce qui aide les Ravens à remporter le match.
Le 9 août 2009, lors du premier match de pré-saison des Titans, Crumpler pèse environ 300 livres (136 kg), gagnant près de 30 livres (13 kg) au cours de l'intersaison, ce qui se rapproche plus du poids d'un linemen offensif que de celui d'un tight end. Cependant, Crumpler dispute les 16 matchs (14 comme titulaire) des Titans en 2009, faisant 27 réceptions pour 222 yards et un touchdown.

### Les Patriots de la Nouvelle-Angleterre
Le 24 mars 2010, Crumpler signe en tant qu'agent libre avec les Patriots de la Nouvelle-Angleterre. Après que le running back et capitaine offensif Kevin Faulk, manque le restant de la saison à cause avec d'une blessure au genou durant la deuxième semaine d'activités, l'équipe nomme Crumpler capitaine offensif avant le match de la sixième semaine. Crumpler termine la saison 2010 avec six réceptions pour 52 yards et deux touchdowns en 16 matchs joués.
Le 29 juillet 2011, il est libéré par les Patriots.